# 森一弘
森 一弘（もり かずひろ、1938年10月12日 - 2023年9月2日）は、カトリック教会の司教。洗礼名は「パウロ」。 

## 経歴
1938年10月12日、神奈川県横浜市で生まれる。「当時の平均的日本の家庭のように、神棚と仏壇が共存してい」る、両親共クリスチャンではない家庭であった。栄光学園高校在学中、カトリックの洗礼を受ける。受洗時には既に司祭への道を歩む覚悟を決めていた。1959年、男子カルメル修道会に入会。修道名は「神の母のパウロ」。1960年、上智大学文学部哲学科を卒業。1962年、ローマ・カルメル会国際神学院に留学。1967年3月、ローマで司祭に叙階された。1968年、同学院を修了、帰国。帰国後は東京都世田谷区の、現在の町名で上野毛にある男子カルメル会修道院で生活し、カトリック上野毛教会の司牧を務めた。その後カトリック東京大司教区の教区司祭に任ぜられ、1977年8月から1981年3月まで関口教会の助任司祭を、1981年4月から1985年1月まで同教会の主任司祭を務めた。1984年12月3日、同教区の補佐司教に任命され、1985年2月23日に司教に叙階された。東京大司教区補佐司教として司牧と福音宣教に努める傍ら、聖書研究に精励し数多くの著書を執筆。1993年から2000年までカトリック中央協議会事務局担当司教、1994年から1998年まで同協議会事務局長を兼任。2000年5月13日に補佐司教を引退した。1985年11月から2021年6月まで真生会館（東京・信濃町）理事長を務め、執筆・黙想指導などを行い続け、死の直前まで同会館の講座を担当していた。
2023年9月2日午前3時39分、上部消化管出血のため東京都千代田区の東京逓信病院にて死去（帰天)。享年84。同月5日、東京カテドラル聖マリア大聖堂で葬儀ミサ・告別式が執り行われた。森の生前の希望により、遺体は献体されることが既に決まっており、式後、柩は火葬場ではなく、献体の受け入れ機関へと運ばれた。納骨式は数年後となる見込み。

## 著書・著作
著書
- 『愛とゆるしと祈りと　新しいキリスト教入門』中央出版社[注 5]、1980年2月　ISBN 978-4805600078
- 『続・愛とゆるしと祈りと　新しいカトリック入門』中央出版社、1983年3月　ISBN 978-4805654064
- 『聖書の黙想　福音のこだま』女子パウロ会、1980年3月　ISBN 978-4789600491
  - 電子版：同会、2015年1月
- 『家庭のこころ　聖書からの呼びかけ』女子パウロ会、1981年5月　ISBN 978-4789600972
- 『神に向かう心　現代霊性の一断章』中央出版社、1982年5月　ISBN　978-4805614099
- 『大きな力に信頼して　日曜日の説教集A年』女子パウロ会、1983年9月　ISBN 4-7896-0158-7 [注 6]
  - 改訂版『大きな力に信頼して　日曜日の説教集A年‐マタイ福音書‐』女子パウロ会、2001年8月　ISBN 978-4789601580 / 電子版（同会、2013年10月)
- 『人の思いをこえて　日曜日の説教集B年』[注 7] 女子パウロ会、1984年10月　ISBN 978-4789601856
  - 電子版『人の思いをこえて　日曜日の説教集B年』同会、2013年12月
- 『神のやさしさの中で　日曜日の説教集C年』女子パウロ会、1985年10月　ISBN 978-4789602181
  - 電子版『神のやさしさの中で　日曜日の説教集C年 - ルカ福音書』同会、2013年12月
- 『神父が答える身上相談』(女子パウロ会、1984年12月　ISBN 978-4789601894）ー 月刊誌『あけぼの』(女子パウロ会、現在は休刊)[注 8]1983年1月号-1986年12月号の連載「神父が答える身上相談」から前半2年分を収録。遠藤周作没後15年に当たる2011年、森は「今だから言える」と、企画の仕掛け人が遠藤であり、質問は一般読者からのものではなく遠藤が作成していたことを明らかにした[14][注 9]。
- 『あらたな出会い　‐福音の黙想‐』女子パウロ会、1987年1月　ISBN 4789602540
  - 電子版：同会、2019年4月
- 『イエズスとともにあゆむ心』中央出版社、1987年2月　ISBN 978-4805604199
- 『開かれた教会づくりをめざして　宣教日記』中央出版社、1987年6月　ISBN 978-4805673096
- 『信徒の霊性　一つの試み』女子パウロ会、1988年4月　ISBN 978-4789602907
- 『大地からの信仰　聖書に登場する人物より』中央出版社、1991年4月　ISBN 978-4805656112
- 『聖書のこころを読む』中央出版社[注 5]、1994年9月　ISBN 978-4805647981
- 『愛は 死んでもいいということ』女子パウロ会、1995年1月　ISBN 978-4789604345
- 『カトリック司教がみた日本社会の痛み　－家庭・学校・政治・宗教』女子パウロ会、2000年9月。森と辺見庸との対談も収録。ISBN 978-4789605236
- 『みことばの調べ　森司教の主日の福音説教集 A年』サンパウロ、2001年10月　ISBN 978-4805682203
- 『みことばの調べ　森司教の主日の福音説教集 B年』サンパウロ、2002年11月　ISBN 978-4805682210
- 『みことばの調べ　森司教の主日の福音説教集 C年』サンパウロ、2000年10月　ISBN 978-4805682197
- 『しんげん　日本の社会とカトリック教会に向けて』女子パウロ会、2004年4月　ISBN 978-4789605809
- 『心の闇を乗り越えて　私の歩んできた道』オリエンス宗教研究所、2004年7月　ISBN 978-4872320435
- 『聖書のことば　愛と祈りをめぐる20章』平凡社、2005年12月　ISBN 978-4582833089
- 『キリストの言葉　マタイ福音書をめぐる18章』平凡社、2006年12月　ISBN 978-4582707144
- 『キリスト教入門Q&A』教友社、2008年4月　ISBN 978-4902211306
- 『どう、生きたらよいのか　人・家族・社会のありようを考える』教友社、2010年5月　ISBN 978-4902211603
- 『これからの教会のありようを考える』女子パウロ会、2011年4月　ISBN 978-4789607049
- 『人はみな、けなげに生きている　－神は、もがき、悲しみ、苦しむ人とともにいる－』サンパウロ、2013年3月。苦しみや傷を抱えた信徒たち（すべて仮名）への森によるインタビュー集[注 10]。ISBN 978-4805673294
- 『続・人はみな、けなげに生きている　－神は、もがき、悲しみ、苦しむ人とともにいる－』サンパウロ、2014年5月。正編に引き続き、重荷を負う信徒たち（仮名）に森が耳を傾けながら、その辛さに寄り添い、苦しみを神の光で照らそうとする。正編読者による座談会を巻末に収録[注 10]。ISBN 978-4805654156
- 『あなたにとって神とは？　‐神は神頼みの神か、苦難の中の光か』女子パウロ会、2014年6月　ISBN 978-4789607384
  - 電子版：同会、2017年9月
- 『人はみな、オンリーワン　だれも幸せになる権利がある』女子パウロ会、2017年3月　ISBN 978-4789607810
  - 電子版：同会、2017年4月
- 『教皇フランシスコ　‐教会の変革と現代世界への挑戦‐』サンパウロ、2019年5月[注 11]　ISBN 978-4805620991
- 『教皇フランシスコの「いのちの言葉」』扶桑社、2019年11月[注 11]　ISBN 978-4594083588
  - 電子版：同社、2019年11月
- 『「今を生きる」そのために　苦しみ、悩み、怖れ、無関心からの脱却』扶桑社、2020年11月　ISBN 978-4594086565
  - 電子版：同社、2020年11月
- 『人生を支え、老いを照らす光』女子パウロ会、2022年1月　ISBN 978-4789608275
- 『祈りへの招き　‐気を落とさず、絶えず祈るために‐』サンパウロ、2022年5月　ISBN 978-4805604854

著書（共著)
- 『日本の教会の宣教の光と影　キリシタン時代からの宣教の歴史を振り返る（真生会館シリーズ)』森の企画監修。著者は森ら8名。収録10論文のうち3本を森が執筆。サンパウロ、2003年9月。ISBN 978-4805665282
- 『神の発見　書き下ろしエッセイ＋トーク』　森と五木寛之との対談（著者名筆頭は五木寛之)。平凡社、2005年8月　ISBN 978-4582832525
  - のち文庫『神の発見』

角川文庫（角川書店、2009年10月。ISBN 978-4041294413)
学研M文庫（学研パブリッシング、2013年9月。ISBN 978-4059008569)
徳間文庫カレッジ（徳間書店、2016年5月。ISBN 978-4199070518)
角川文庫電子版（KADOKAWA、2015年3月)
- 『殉教と殉国と信仰と　死者をたたえるのは誰のためか』森、菱木政晴、高橋哲哉の共著（座談会含む)。発行・白澤社、発売・現代書館、2010年6月。ISBN 978-4768479346

著書（児童書)
- 『かみさまはどこにいるの（上)』(挿絵・藍真理人）中央出版社、1984年11月　ISBN 978-4805614198
- 『かみさまはどこにいるの（下)』(挿絵・藍真理人）中央出版社、1985年1月　ISBN 978-4805614204
- 『わたしたちのイエスさま』(絵・藤本四郎 (1942-)[15])（絵本）女子パウロ会、1986年9月　ISBN 978-4789602396
  - 改訂『わたしたちのイエスさま』同会、2018年10月　ISBN 978-4789607964
- 『ほんとうのクリスマス』(絵・太田大八 (1918-2016)[16])（絵本）女子パウロ会、2006年10月　ISBN 978-4789606158

書籍（編集)
- 森一弘＆『手づくりの教会』[注 12]編集部・編、中央出版社[注 5]発行
  - 『素顔の信仰生活〈教会編〉』1990年6月。司祭・修道者の寄稿中心。ISBN 978-4805646090
  - 『素顔の信仰生活〈生活編〉』1990年6月。一般読者（在家信徒）の寄稿中心（一部に司祭・修道者の寄稿あり)。ISBN 978-4805646083
  - 『神さまヘルプ！』1991年5月。月刊誌『手づくりの教会』に連載の「信仰診断」を単行本化。読者からの問題提起に読者たちが答えるというスタイル。ISBN 978-4805614365

日本語聖歌の作詞
- 『きかせてください』(作曲・新垣壬敏（つぐとし))[注 13]

絶筆
- 月刊誌『家庭の友』(サンパウロ）2023年1月号～同年10月号の連載「どの人生にも、価値があり、意味がある」が、公刊された文章としては森の最後の作品となった。この連載は、当初は、同年12月号まで1年間の予定であった[17]。
  - 『家庭の友』2023年11月号では、入るはずだった森の原稿の代わりに、「パウロ 森一弘司教様を偲んで」を載せた。p.15が『家庭の友』編集室によるもので、森の21世紀の同誌への寄稿一覧表つき。p.16-17は、森の後任の真生会館理事長であるアンドレア・レンボ司祭（ミラノ外国宣教会）による、9月5日の森の葬儀ミサでの説教からの引用である[注 14][注 15]。